# 스기모토 미치하루
스기모토 미치하루(일본어: 杉本 倫治, 1981년 6월 17일 ~ )는 일본의 전 축구 선수이다.

## 구단 경력
과거 세레소 오사카, 방포레 고후, 요코하마 FC에서 활동하였다.